# Rela Schmeidler
Rela Schmeidler, także Antonina Szmajdlerówna, Maria Wolska (ur. 26 kwietnia 1905 w Krakowie, zm. 9 lutego 1988 w Warszawie) – polska architektka żydowskiego pochodzenia.

## Życiorys

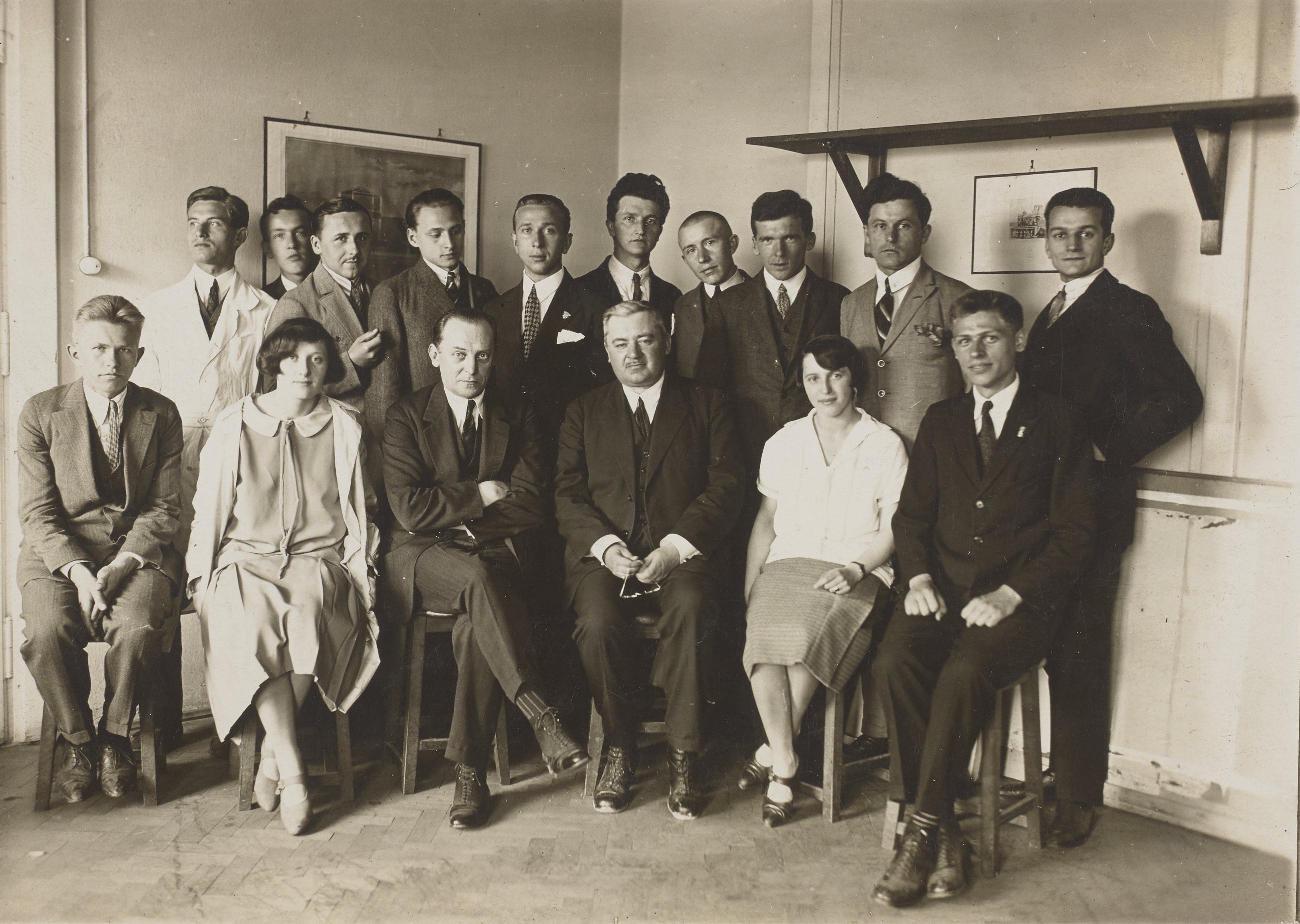
Architekci Adolf Szyszko-Bohusz (siedzi, czwarty z lewej) i Józef Gałęzowski (siedzi, trzeci z lewej) ze studentami. Pośród nich jest Rela Schmeidler (siedzi, druga od prawej).

Urodziła się 26 kwietnia 1905 roku w rodzinie Aschera Benema i Chai z d. Mandelbaum. W 1923 ukończyła kurs zdobniczy w Wolnej Szkole Malarstwa i Rysunku. W latach 1924–1929 studiowała na Wydziale Architektury Akademii Sztuk Pięknych w Krakowie, po czym w 1930 roku kontynuowała naukę na Wydziale Architektury Politechniki Warszawskiej, gdzie uzyskała dyplom inżyniera architekta.
Wraz z Dianą Reiter i Ireną Bertig należała do pierwszych kobiet pracujących w zawodzie architekta w Krakowie. W latach 1931–1934 pełniła funkcję sekretarza Związku Architektów Województwa Krakowskiego. Do 1939 roku była członkinią krakowskiego oddziału Stowarzyszenia Architektów Polskich, a w 1936 roku należała do Zarządu Oddziału. W 1933 roku, wraz z Adolfem Szyszko-Bohuszem i Józefem Nowakiem reprezentowała oddział podczas V Zwyczajnego Zjazdu Delegatów ZSAP.
W 1934 roku opracowała projekt przebudowy portalu domu przy ul. Grodzkiej 2. W 1935 roku zaprojektowała dom czynszowy przy ul. Lea 16b, a w roku następnym budynek przy ul. Pułaskiego 12. Równocześnie w latach 30. pracowała w biurach krakowskich architektów: Ekielskiego, Struszkiewicza i Szyszko-Bohusza. W 1939 roku przygotowała projekt internatu Prywatnej Średniej Szkoły Zawodowej dla Dziewcząt Żydowskiego Towarzystwa „Ognisko Pracy” w Krakowie. Budowla utrzymana w duchu umiarkowanego modernizmu miała powstać na działce przylegającej do szkoły przy ul. Wietora. Władze miasta zatwierdziły projekt 29 sierpnia 1939 roku, jednak wybuch II wojny światowej przekreślił plany budowy internatu.
W latach 1940–1941 przebywała we Lwowie. Podczas okupacji i po wojnie posługiwała się imieniem Maria Wolska. Jej przybrane miano zatwierdzono oficjalnie w 1946 roku. Po przeprowadzce do Warszawy pracowała w Biurze Odbudowy Stolicy i w Ministerstwie Budownictwa. Dołączyła do warszawskiego oddziału SARP, w latach 1949–1950 pełniąc funkcję członka Zarządu Oddziału, a przez następne dwa lata funkcję skarbnika zarządu. W 1955 roku została wyróżniona Złotą Odznaką SARP. Otrzymała także Brązową Odznakę Odbudowy Warszawy i Srebrny Krzyż Zasługi (1952).
Zmarła 9 lutego 1988 roku. Została pochowana na Cmentarzu Wojskowym w Warszawie.
W 2021 roku, wraz z Dianą Reiter i Ireną Bertig została nominowana w konkursie na patronkę jednej z ławek na Skwerze Praw Kobiet w Krakowie, celem upamiętnienia pierwszych architektek działających w mieście.

## Projekty (wybór)
- 1936: kamienica przy ul. Pułaskiego 12 w Krakowie (z Zygmuntem Prokeszem)[14]
- 1939: internat Prywatnej Średniej Szkoły Zawodowej dla Dziewcząt Żydowskiego Towarzystwa „Ognisko Pracy” (niezrealizowany)[3]
- rozbudowa Domu Aktora Weterana w Skolimowie[7]
- 1939: nadbudowa kamienicy przy ulicy Nowowiejskiej 31A w Krakowie